# Bannkreis (Album)
Bannkreis ist das vierte Studioalbum von Subway to Sally, welches am 1. September 1997 bei der Plattenfirma  BMG/Ariola erschienen ist. Mitproduzent war Ekkehard Strauhs. Zum ersten Mal in ihrer Karriere konnten Subway to Sally einen Charterfolg verbuchen. Das Album stieg auf Platz 47 der Media Control Albumcharts ein.

## Musikstil
Musikalisch wirkt Bannkreis im Vergleich zu den Vorgängeralben satter, ausgereifter und energischer. Der zunehmende Einsatz von Gitarren lässt den Rock im Vordergrund stehen, ohne allerdings die Mittelalter-Komponente zu vernachlässigen. Den auf Subway-to-Sally-Alben immer wiederkehrenden Anteil an melancholischen Stücken bilden hier Ein Baum, Sanctus und das Schlaflied, die bis heute live immer wieder gespielten Klassiker des Albums sind vor allem Mephisto (von Sänger Eric Fish als „Seelenfängerlied“ angekündigt, aufgrund der Zeile „ich hol mir deine Seele, das ist bei mir so Brauch“), Liebeszauber und seltener Unterm Galgen.

## Texte
Textlich hat ebenfalls eine deutliche Weiterentwicklung stattgefunden. Was an Tiefgang und Kryptik auf dem Vorgänger schon angedeutet wurde, wird hier durch Haupttexter Bodenski weitergeführt.
Mephisto ist aus Sicht des Teufels verfasst, das Stück beschreibt seine Macht und seine Fähigkeiten, bietet jedem Menschen gleich dem „Faust“ aus Goethes gleichnamigem Werk an, was er will, im Tausch für dessen Seele.
Unterm Galgen beschreibt sehr plastisch und bildhaft den letzten Gang eines zu Hängenden, dessen Bewusstsein, durch seine Lieder unsterblich zu sein, nicht zu brechen ist. Der Text des Songs ist deutlich an das Gedicht „Yorick als Zigeuner“ von Friedrich Nietzsche angelehnt und teils übernommen.
Ein Baum beschäftigt sich mit der Frage, wie man sich wohl fühlt, wenn man Blätter und Wurzeln hat – die Welt aus der Sicht eines Baumes.
Das Rätsel stellt im Refrain die Frage „Weißt du, wer ich bin?“ In jeder Strophe wird vermutlich eine andere „Person“ geschildert. So könnte in der ersten Strophe Gott die Antwort auf die Frage, ob man wisse, wer er ist, sein. Zeilen wie: „Hirte deiner Herde“, „Ich bin das namenlose Licht“ und „Ich bin im Atem und im Wind“ untermauern diese Vermutung. Die zweite Strophe, hingegen, scheint den Teufel / Mephisto darzustellen. Zeilen die darauf hinweisen: „Die Schlange fiel zur Erde“, „Ein Harlekin mit bösem Blick“ und „Ich komm als Jüngling und als Weib“. Die zweite Strophe ist zugleich auch diejenige, die am schwierigsten zu interpretieren ist, da einige der Textzeilen ebenfalls auch auf Gott zutreffen könnten: „Es kommt mein Reich und meine Zeit“ und „Ich sitze auf dem Thron der Welt“, was vielleicht andeuten soll, dass beide „Personen“ in einer Entität vereint sind. In der dritten Strophe handelt es sich, wieder eindeutiger, um den Menschen: „Ich bin aus Staub und Lehm gemacht“ und „Ein Tier, das trauert und das lacht“.
Kruzifix stellt Fragen an den hölzernen Jesus, wie die, warum er noch immer da oben hängt (als Beispiel der Vers „Die Dornenkrone ziert dein Haar, dein Fleisch hat tausend Wunden – sie haben dich, bei Gott, fürwahr, nun lang genug geschunden!“)
Zu spät ist eine philosophische Betrachtung des Laufs der Zeit. Liebeszauber beschreibt ein Ritual zur Eroberung des/der Liebsten, das wie ein Märchen erzählt wird und dementsprechend im Refrain auch nicht ohne ein „Abrakadabra“ auskommt.
Das Element des Verbrechens stellt zunächst einen kleinen Tribut an eine von Bodenskis damaligen Lieblingsbands, Element of Crime, dar. Inhaltlich geht es um offene Fragen, die an eine Frau gestellt werden, die von ihrem Mann erschlagen wurde. Diesem Lied liegt thematisch das Dramenfragment Woyzeck zugrunde, in dem der Soldat Woyzeck seine Geliebte Marie ermordet.
Das Schlaflied zuletzt ist eine zarte, durch ihre sparsame Instrumentierung zerbrechlich klingende Liebesballade, die durch Zeilen wie „auf meiner Zunge liegt ein Stein, und Gräser schneiden tief in meine Haut – die Nacht schaut uns mit tausend Augen zu – komm schlaf mit mir…“ Schwermut und Sehnsucht hervorrufen will.
Alle, psallite cum luya und Sanctus sind geistliche Lieder in lateinischer Sprache.
Fast alle Lieder des Albums waren auch als Akustik-Version auf der späteren Live-Platte und -DVD Nackt enthalten, lediglich Zu spät und Syrah wurden nicht gespielt.

## Titelliste
1. Alle, psallite cum luya
2. Mephisto
3. Unterm Galgen
4. Ein Baum
5. Das Rätsel
6. Kruzifix
7. Sanctus
8. Zu spät
9. Liebeszauber
10. Element des Verbrechens
11. Schlaflied
12. Syrah

## Illustration
Das Bild auf der Front der CD zeigt einen Ring aus Dornen. In diesem Ring befindet sich ein Wesen, welches mehrere Auffälligkeiten aufweist. Zum einen hat es Hörner, welche als Symbol für die Band dienen und die Bilder vieler Alben geprägt haben. Des Weiteren hat es keine Hände, sondern Sicheln. Dieses Wesen ist Inhaber eines Schwanzes der ca. 20 % der Länge des Wesens selbst besitzt. Weiterhin scheint dieses Wesen keine feste Struktur zu besitzen, sondern tritt dem Beobachter eher als gelatineartig entgegen. Dieses Wesen ist an den Hörnern und an den Beinen mit dem Dornenkreis verwurzelt. Das Gesicht dieses Wesens ist als Oval zu beschreiben, indem eine V-artige Vertiefung ihren Platz findet. In der V-artigen Vertiefung sind zwei „Schlitze“, die als Augen erscheinen. Das Wesen ist eher hellorange, während der Dornenring orange ist.
Die hintere Seite der CD zeigt die 7 Mitglieder der Band, die an diesem Album mitgewirkt haben, in einem Kellergewölbe.